# Dentilia
Dentilia (també Dantiliya) és una regió de Guinea situada al sud del riu Tankisso. La capital tradicional era Gondoho a poc més d'un kilòmetre del riu, però avui dia la carretera nacional 30 passa a uns 10 km al nord i la població tendeix a establir-se prop d'aquesta carretera. Altres poblacions eren Saba, Sambaya i Bili.
Va formar part dels dominis d'al-Hadjdj Umar i després del regne de Dinguiray nominalment dependent del "amir" de Ségou. El 1879 la part sud va passar a Samori. El 1886 la resta es va aliar a Samori Turé. El 1888 el tinent Vittu de Kerraoul va acabar de reconèixer el Falémé i el camí entre l'alt Gàmbia i l'alt Senegal per Tombé, Satadougou, Médina i Gondoho, (capital del Dentilia) des d'on va arribar a Kénieba i Tombokané. En endavant la presència francesa ja fou una constant; els francesos van reintegrar la regió al regne de Dinguiray que era un protectorat francès nominal i el 1891 va esdevenir un protectorat amb quasi tot el poder pel resident francès.